# Pierre Napoléon Bonaparte
Pierre Napoléon Bonaparte (Roma, Itàlia, 11 d'octubre de 1815 - Versalles, França, 7 d'abril de 1881) 5.è príncep de Canino, fou un aventurer, militar i escriptor, fill de Lucien Bonaparte i Alexandrine de Bleschamps.
D'esperit aventurer i caràcter violent, als quinze anys escapà de casa seva, anant a reunir-se amb els seus cosins Napoleó Louis i Louis. Reintegrat poc temps després a la llar paterna, la seva família l'envià als Estats Units, on i vivia el seu oncle l'ex rei d'Espanya. Allà travà amistat amb el general Santander al qual acompanyà en la campanya de Colòmbia i al seu retorn a Itàlia el 1832 conspirà contra el papa Gregori XVI, veient-se obligat abandonar els Estats Pontificis.
Després d'una sèrie d'aventures, d'ésser ferit i haver sofert un llarg empresonament al Castell de Sant'Angelo, marxà novament a Amèrica per passar més tard a Anglaterra d'on el govern l'expulsà a causa de la seva conducta. Temps després se li va permetre el seu retorn a Anglaterra on residí fins al 1848 a Londres i passant a França quan la revolució de Febrer. Primer ingressà en l'exèrcit, sent diputat per l'illa de Còrsega i distingint-se pel seu radicalisme.

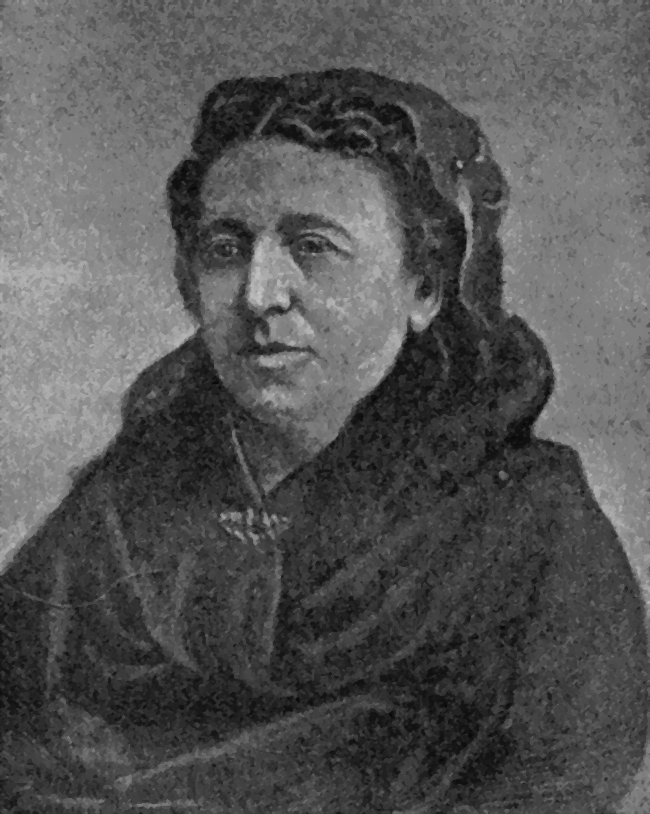
Justine Leonora Ruffin, esposa de Pierre

El 1849 assistí al setge de Zaatcha (Algèria), però no tardà a abandonar el servei pel que el ministre de la Guerra el destituí. Elegit altra vegada diputat continuà en l'assemblea la seva campanya radical, i després del cop d'Estat que elevà al tron al seu cosí Napoleó III es retirà a la vida privada en senyal de protesta. No obstant, ben aviat reconegué l'emperador, el qual li atorgà una quantiosa pensió, si bé aquest procurà tenir-lo allunyat i no assolí mai ser empleat. El 1870, després d'una violenta discussió matà d'un tret l'escriptor Víctor Noir, sent objecte d'un emocionant procés del que en sortí absolt, marxant després a Anglaterra i més tard a Versalles on morí.
Aficionat a la literatura, traduí el Nabucodonosor de Nicolini (1861) i va escriure un volum de poesies titulat Loisirs (1865), Sur la frontière du Rhin (1868), Souvenirs, Traditions et révélations (Brussel·les, 1876).
El 1871 casà amb Justina Leonora Ruffin (1832-1905), filla d'un obrer, del qual matrimoni nasqueren Roland (1858-1924) i Jeanne (1861), que el 1882 casà amb el marquès de Vença.